# Ralf Vogel (Anwalt)
Ralf Vogel (* 1973 in Berlin) ist ein deutscher Jurist und Fernsehdarsteller in mehreren Gerichtsshows.

## Leben
Vogel studierte ab dem Wintersemester 1992/93 Rechtswissenschaften an der Freien Universität Berlin. Im Januar 2001 legte er das Erste Juristische Staatsexamen ab; im Februar 2004 folgte das Zweite Juristische Staatsexamen. Seit März 2004 arbeitet er als zugelassener Rechtsanwalt in der Kanzlei Vogel & Michelaschwili GbR in Berlin.
Sein Schwerpunkt dort ist Strafrecht; weitere von ihm vertretene Rechtsgebiete sind Miet- und Immobilienrecht, Arbeitsrecht, Verkehrsrecht und Medizinrecht.
Vogel spielte von 2007 bis 2008, abwechselnd mit Funda Biçakoglu, in der RTL-Gerichtsshow Das Strafgericht den Staatsanwalt. Von April 2012 bis 2013 war er auf Sat.1 als Staatsanwalt in der Pseudo-Doku Familien-Fälle zu sehen. Dort spielte er gemeinsam mit dem Ex-Barbara-Salesch-Staatsanwalt Bernd Römer und der Verteidigerin Ulrike Tašić. Er war (Stand: 2020) bis zur Einstellung des Formats im Jahr 2015 in unregelmäßigen Abständen bei Anwälte im Einsatz auf Sat.1 zu sehen.